# جون دبليو. بيترسون
جون دبليو. بيترسون (بالإنجليزية: John W. Peterson)‏ هو كاتب أغاني وملحن أمريكي، ولد في 1 نوفمبر 1921، وتوفي في 20 سبتمبر 2006 بسبب سرطان البروستاتا.

## وصلات خارجية
- جون دبليو. بيترسون على موقع ميوزك برينز (الإنجليزية)